# 沃斯霍德 (莫斯科州)
沃斯霍德（羅馬化：Voskhod）是俄罗斯莫斯科州的封闭市级镇，地处莫斯科州西部，位于州府莫斯科西北方，位于鲁扎和伊斯特拉两城市区交界处，靠近M9公路（波罗的公路）与A108公路（莫斯科大环公路）交点。距离该镇最近的城市为伊斯特拉。
该地2021年人口有1,790人；2010年人口2,007人；2002年人口1,785人。